# Jeong Eun-sun
Jeong Eun-sun (정은순?; Incheon, 18 luglio 1971) è un'ex cestista sudcoreana.

## Carriera
Con la Corea del Sud ha disputato due Olimpiadi (1996, 2000) e due Campionati del mondo (1990, 1994).